# Skracklet
Skracklet är öar i Finland. De ligger i Finska viken och i kommunen Borgå i landskapet Nyland, i den södra delen av landet. Öarna ligger omkring 40 kilometer öster om Helsingfors.
Arean för den av öarna koordinaterna pekar på är 1,1 hektar och dess största längd är 150 meter i sydväst-nordöstlig riktning. I omgivningarna runt Skracklet växer i huvudsak blandskog. Runt Skracklet är det ganska tätbefolkat, med 67 invånare per kvadratkilometer. Närmaste större samhälle är Borgå, 10,0 km norr om Skracklet.